# Aracima muscosa
Aracima muscosa là một loài bướm đêm trong họ Geometridae.